# Biezwil
Biezwil is een gemeente en plaats in het Zwitserse kanton Solothurn en maakt deel uit van het district Bucheggberg.
Biezwil telt 315 inwoners.